# فرصة نضال (مذكرات)
فرصة نضال هي مذكرات لعام 2014 للأكاديمية الأمريكية وعضو مجلس الشيوخ الأمريكي إليزابيث وارن. يفصّل الكتاب حياة وارن من نشأتها في أوكلاهوما سيتي وحتى محاولتها الناجحة بشكل غير متوقع لدخول مجلس الشيوخ الأمريكي في عام 2012.

## المحتوى
يركز الموضوع الرئيسي لكتاب وارن على قيم العمل الشاق والفوائد التي يمكن جنيها من عدم الاستسلام أبدًا. وفيها ، تصف كيف أثرت تجاربها كطفلة على رؤيتها للعالم . تناقش وارن أيضًا كيف استطاعت البنوك الكبرى والشركات باستخدام الوطنية ، على مدار العقود الماضية ، السيطرة على كل ممر في واشنطن تقريبًا «مع جيوش من جماعات الضغط والمحامين» الجاهزين لحمايتهم في الوقت المناسب.

## المبيعات
حظي كتاب وارن بالثناء من عدد من المصادر وبيع بشكل أفضل من بعض كتب نظرائها الجمهوريين . دفع إصدار الكتاب النقاد إلى القول إنها تترك الباب مفتوحًا أمام إمكانية الترشح للرئاسة في عام 2016 أو حتى عام 2020 ، على الرغم من أنها أعلنت مرارًا أنها لا تعمل على ذلك . تم بيع أكثر من 65000 نسخة بحلول الربع الثالث من عام 2014 ، مما أدى في النهاية إلى إصدار غلاف ورقي بعد عام واحد.